# 蓬华镇
蓬华镇是中国福建省泉州市南安市下辖的一个镇。南安茶鄉蓬華鎮位於南安市西北隅，天柱山西麓，東與詩山鎮接壤，西南與安溪縣毗連，北同永春縣毗連，地處安溪、南安、永春三縣交接處。全鎮面積43平方公里左右，耕地面積9094畝，山地面積近30平方公里左右。地理分佈由海拔300多公尺到1000多公尺。人口兩萬多人，均為漢族，姓氏以郭、洪、蘇、黃為主，旅居海外僑胞、港澳台同胞3萬多人。 内有南安著名的天柱山香草世界风景区。

## 行政区划
蓬华镇共辖9个村委会，分别是：
路荇村、大演村、华美村、蓬岛村、黎阳村、黎明村、山城村、苏厝村、新村村。